# Stará synagoga v Plzni
Stará synagoga v Plzni stojí ve Smetanových sadech ve dvoře domu č.p. 80/5 od roku 1859. Je chráněna jako kulturní památka České republiky. Hned vedle budovy Staré synagogy se nachází Pomocná synagoga s památníkem obětem šoa Zahrada vzpomínek.
Stará synagoga je nejstarší dochovanou synagogou v Plzni. Byla postavena v letech 1857-1859 stavitelem W. Wiesnerem podle návrhu architekta Martina Stelzera. Jedná se o 12 m vysokou budovu obdélníkového půdorysu o rozměrech 20 × 14 m v novorománském stylu s dvěma ženskými galeriemi, dřevěným kazetovým stropem.
V Plzni se nachází ještě Velká synagoga, Pomocná synagoga, Rabínský dům, Dům šámese, Starý židovský hřbitov a Nový židovský hřbitov. Archeology objevené kosterní pozůstatky u vjezdu do parkovacího domu Plaza s vysokou mírou pravděpodobnosti svědčí o umístění středověkého židovského pohřebiště.

## Historie
Dne 17. června 1857 byl slavnostně položen základní kámen synagogy. Dům č. 80, kde dnes sídlí Židovská obec Plzeň, byl odkoupen od města spolu s pozemkem. Položení základního kamene se zúčastnili zástupci města Plzně, představení židovské obce a veřejnost. Rabín Angelus Kafka pronesl slavnostní řeč. Do základů byl dán dokument rytý v mědi se jménem císaře a jmény členů jeho rodiny, jména představených zdejších úřadů a obce spolu se jmény stavitelů synagogy.
Koncem 18. století se Židé, kteří byli z Plzně vyhnáni roku 1504, opět v Plzni postupně usazovali. Již od poloviny 19. století se významnou měrou podíleli na přeměně Plzně v důležitou průmyslovou oblast. O vzrůstajícím významu Plzně svědčí i skutečnost, že se v té době sídlo krajského rabinátu přesouvá ze Švihova právě do Plzně a nově vystavěná Stará synagoga tak získává na významu.
Povolení ke stavbě synagogy bylo náboženské obci čítající 41 rodin uděleno v prosinci 1854. Byla umožněna i finanční sbírka. Již předtím obec zakoupila na nově se rodícím Říšském (dnes Jižním) Předměstí celou nemovitost s domem, dvorem a zahradou. O položení základního kamene ke stavbě dne 17  června roku 1857 se píše i v Hruškově Městské pamětní knize.
Pro stavbu byl zvolen jeden z nejvýznamnějších plzeňských stavitelů té doby - Martin Stelzer. Za jeho spolupracovníka byl vybrán Wenzel Weisner. Synagoga je postavena jako jednolodní, plochostropá, s mimořádně krásným dřevěným interiérem, střízlivě zdobeným v novorománském slohu. Ženská galerie o dvou patrech na sloupech je přístupná bočními točitými schody a také po vnějším jednoramenném schodišti při severní stěně, které slouží zároveň jako únikový východ. Uspořádání synagogy odpovídá době – je již reformní, s řadami lavic uprostřed a s vyvýšeným místem pro čtení z Tóry před svatostánkem při východní stěně. Dne 8. dubna 1859 byla nově postavená synagoga vysvěcena.
Dne 14. května 1869 byla synagoga vybavena novými varhany, které postavil C. L. Edenhofer z Regenu. Tyto varhany se však nedochovaly. Byly zničeny a jejich píšťaly byly roztaveny během 1. světové války.
Židovská komunita se časem v Plzni natolik rozrostla, že bylo nutno přistoupit k další stavbě. Nepříliš stará synagoga kapacitou už nepostačovala, proto vyrostla v roce 1875 v jejím těsném sousedství podle plánů stavitele Meltzera druhá synagoga, nazývaná Pomocná. Byla dokonce vybavena unikátním systémem vytápění, proto byla hojně užívána v zimních měsících. Pomocná synagoga byla spojena v patře dřevěnou pavlačí se Starou synagogou, kudy se vcházelo na ženskou galerii, a mezilehlým kamenným schodištěm. Koncem 19. století byl ve dvoře vystavěn ještě dům šamese, správce synagogy. Spojovacím krčkem bylo možno z domu vstoupit přímo do hlavního sálu. Mezi lety 1891 a 1907 sloužil jako rabín židovské obce v Plzni Adolf Poznanski.
Od výstavby Velké synagogy v roce 1893 význam Staré synagogy v kontextu plzeňských synagog značně upadá a budova postupně bez využití chátrá.
Dne 6. března 1939 se členové antisemitského hnutí Vlajka pokusili provést bombové útoky na Starou synagogu a další židovské památky v Plzni. Akce se však nezdařila.

## Po roce 1989

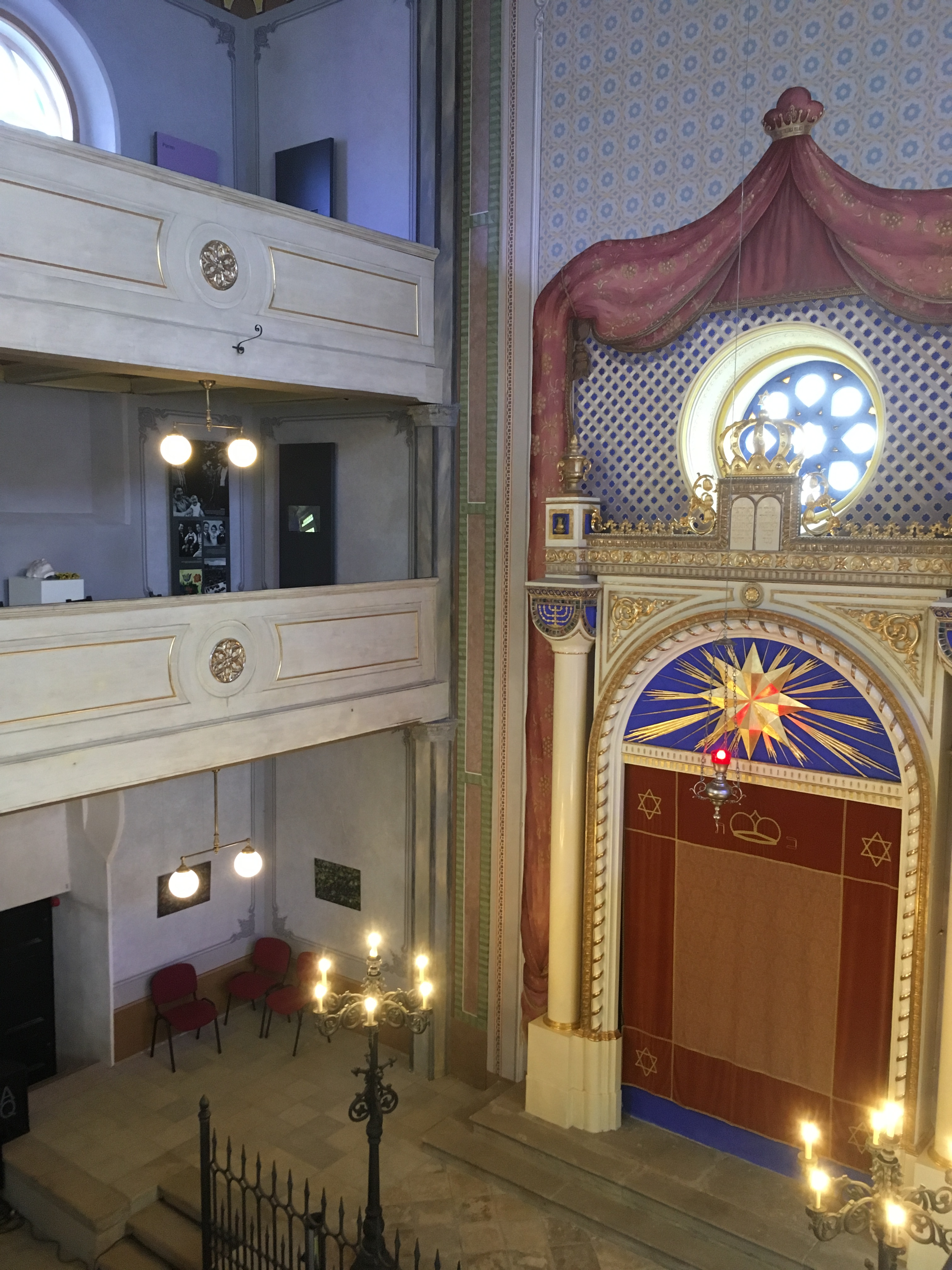
Zrekonstruovaný interiér Staré synagogy v Plzni

Roku 1995 v létě byla Stará synagoga vyklizena. V následujících letech se v ní konaly výstavy a koncerty. Na podzim roku 1997 byla provedena oprava krovu a byla položena nová střešní krytina. Investorem byla Nadace Rudolfa Löwyho a plzeňských židů pro záchranu plzeňských synagog. V prosinci roku 2001 byla zahájena částečná rekonstrukce synagogy.
V letech 2010-2014 prošla Stará synagoga rozsáhlou rekonstrukcí v rámci realizace projektu 10 hvězd – revitalizace židovských památek v České republice. Díky grantu na záchranu židovských památek v České republice v poválečné době z Evropského fondu pro regionální rozvoj se podařilo rekonstruovat, restaurovat a zachránit 15 významných historických budov na deseti místech v Čechách, na Moravě i ve Slezsku. Zároveň s tím vznikla síť deseti oblastních center prezentace židovské kultury. Nechyběla mezi nimi ani plzeňská Stará synagoga, jíž byla navrácena původní tvář i ztracený půvab. Dotace na projekt Revitalizace židovských památek v České republice, který Federace židovských obcí získala v rámci integrovaného operačního programu 5.1, vypsaného Ministerstvem kultury ČR, umožnila vynaložit v letech 2010-2014 na vybrané památky v lokalitách Boskovice, Brandýs nad Labem, Březince, Jičín, Krnov, Mikulov, Nová Cerekev, Plzeň, Polná a Úštěk částku 280 milionů Kč. Z toho 85 % pochází z Evropského fondu pro regionální rozvoj, 15 % z rozpočtu českého státu.
Slavnostní znovuotevření se konalo 18. června 2014, kdy vrchní zemský rabín Karol Sidon vnesl Tóru do svaté schrány. Po rekonstrukci je Stará synagoga jedinou z projektu 10 hvězd, ve které je Tóra trvale přítomna a kde se konají bohoslužby.
V roce 2014 získala Stará synagoga též ocenění Stavba roku Plzeňského kraje. Od roku 2019 je synagoga součástí Evropských cest židovského kulturní dědictví, získala certifikát „Kulturní stezka Rady Evropy“.

## Současnost

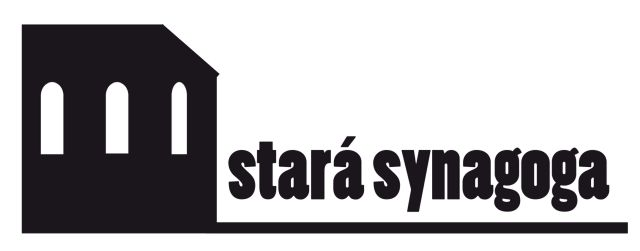
Logo Staré synagogy

Stará synagoga je dosud aktivně používána k bohoslužebným účelům členů Židovské obce Plzeň. Je celoročně zpřístupněna veřejnosti.
Vnitřní prostor je uspořádán do tří samostatných celků. Sál synagogy je celoročně využíván k pořádání krátkodobých výstav, koncertů a kulturních pořadů, v obou ženských galeriích je pak umístěna stálá expozice.

### Stálá expozice
- Historie Židů v Plzeňském kraji. Výstava představuje průřez židovskými dějinami Plzeňského kraje.

- Židovské zvyky a tradice. Expozice v druhé ženské galerii je věnována základním milníkům života Žida. Popíše a objasní zvyky a tradice, které jsou spojeny s narozením, obřízkou, bar micva, nemocí, svatbou, rozvodem i smrtí. Zároveň představí židovský kalendář, jeho principy a sestavování. Představí i tradiční židovské svátky.

## Galerie

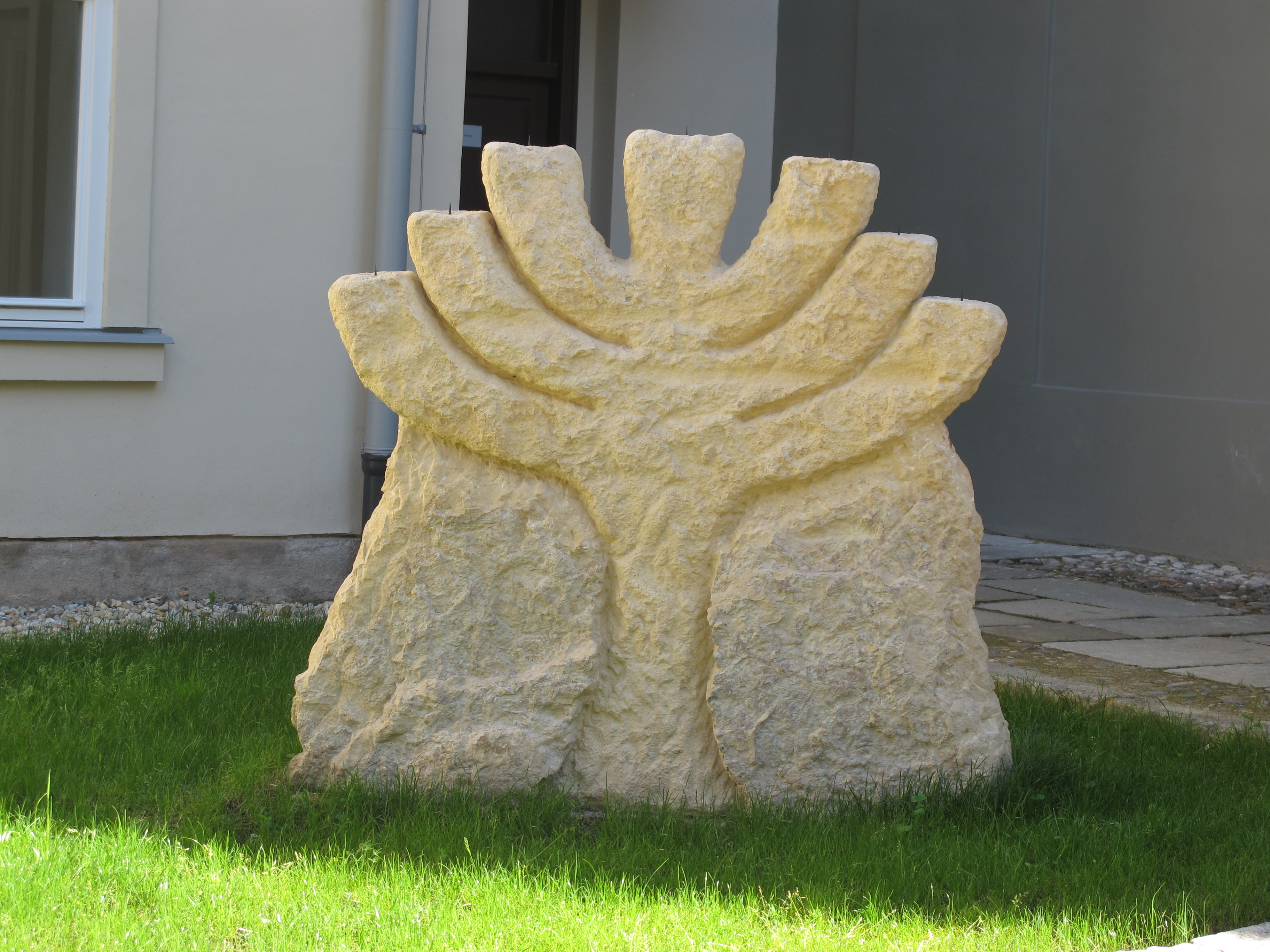
Plastika menory ve dvoře
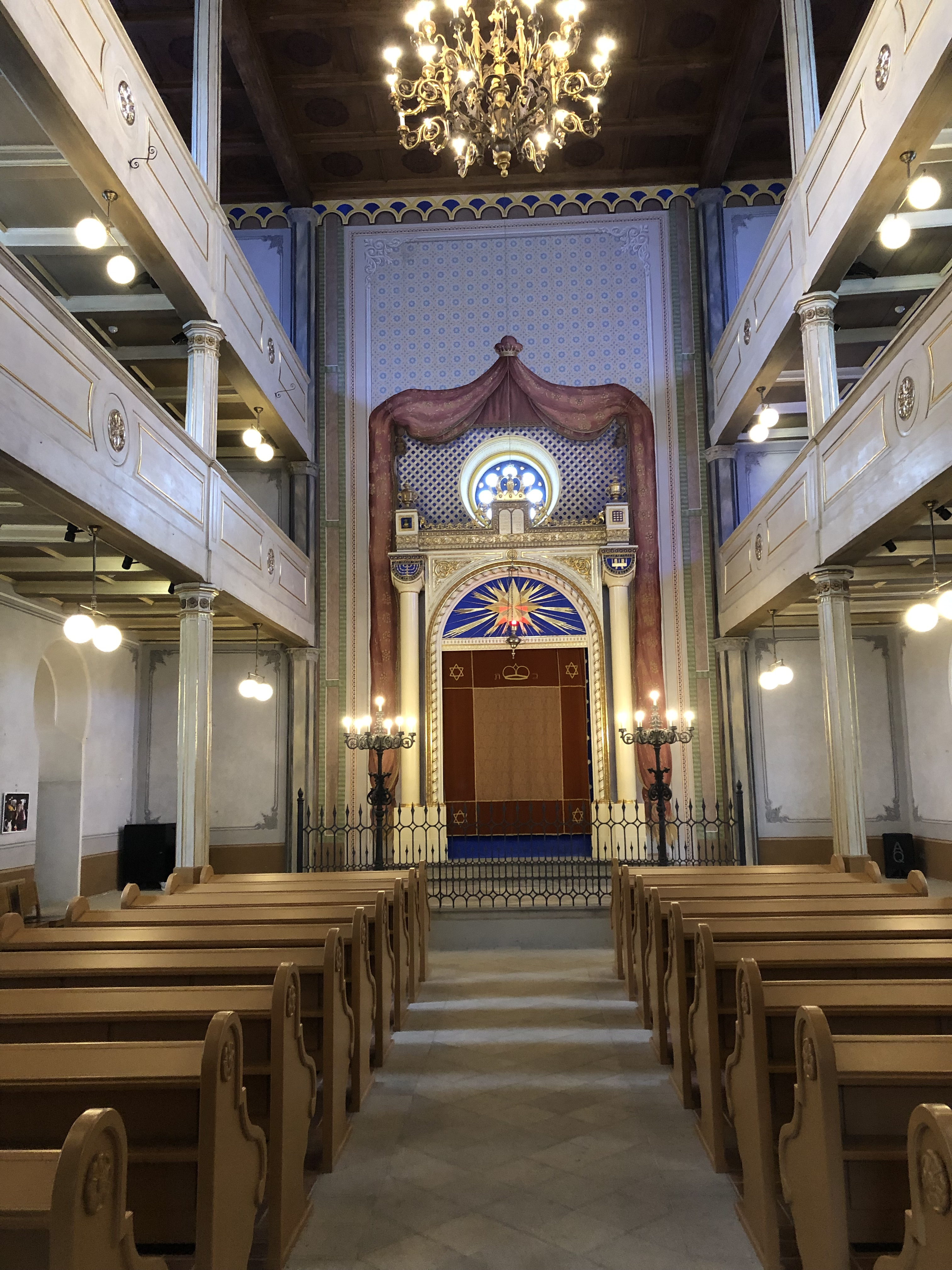
Interiér, pohled k bimě
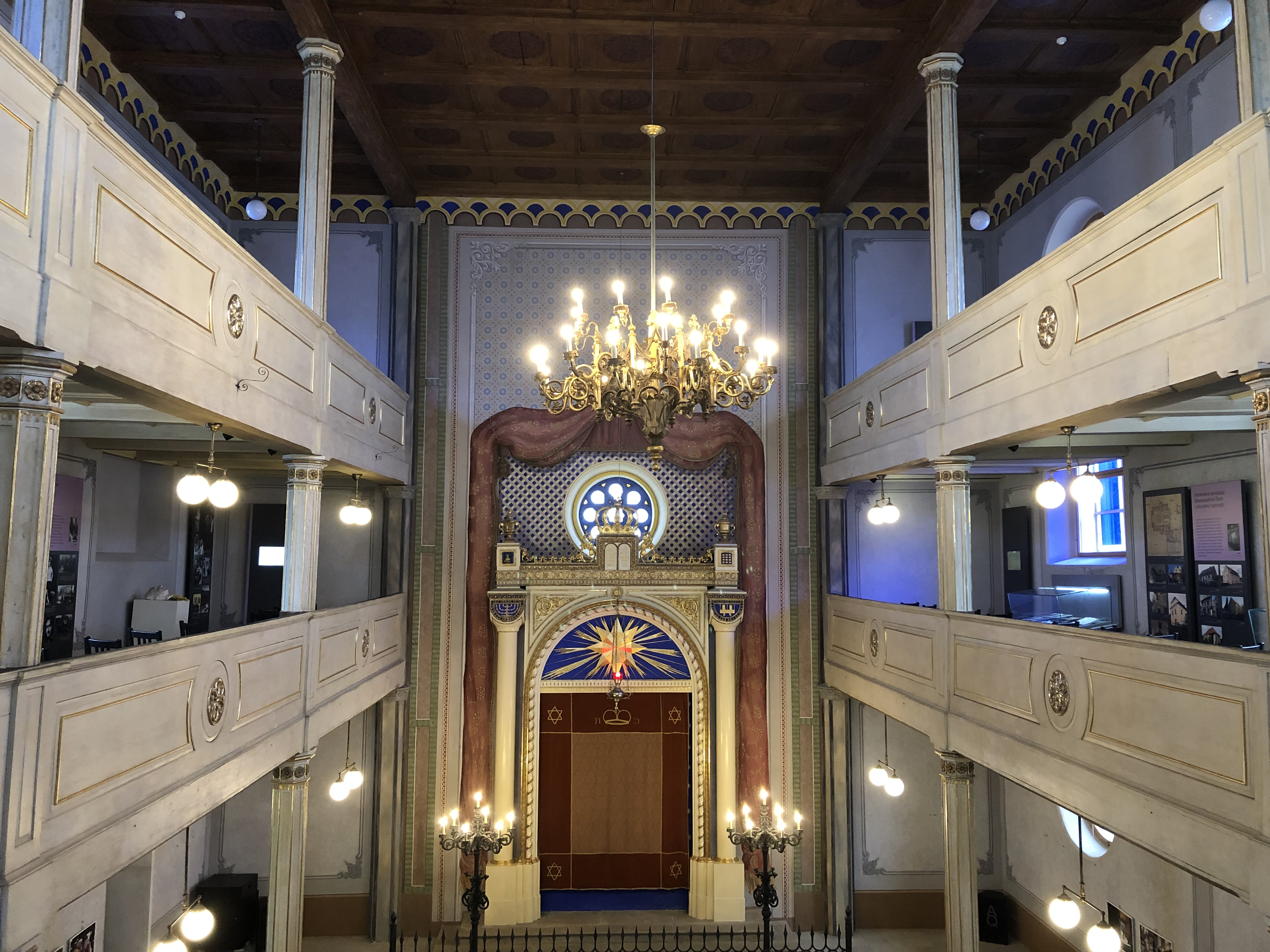
Ženská galerie
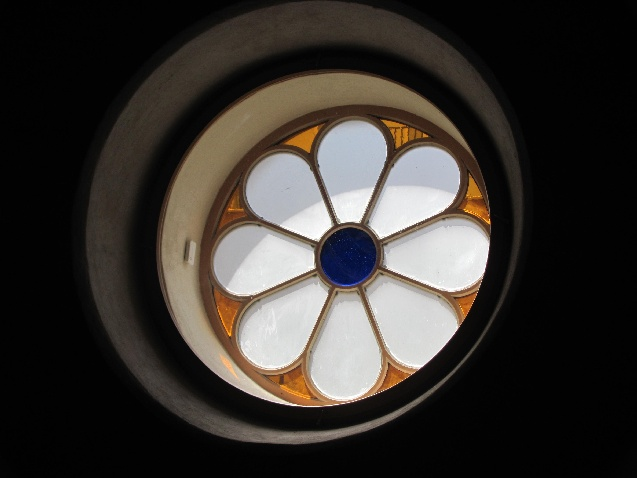
Detail okna

Odkazy